# Aleochara sculptiventris
Aleochara sculptiventris är en skalbaggsart som först beskrevs av Thomas Casey 1893.  Aleochara sculptiventris ingår i släktet Aleochara och familjen kortvingar. Inga underarter finns listade i Catalogue of Life.